# جعفر مردانی
جعفر مردانی گرم‌دره (زاده ۱۳۵۱ گرم‌دره) سیاستمدار و مدیر اجرایی ایرانی است که از آبان ۱۴۰۳ به عنوان استاندار چهارمحال و بختیاری فعالیت می‌کند. وی پیش‌تر معاونت سیاسی، امنیتی و اجتماعی استانداری چهارمحال و بختیاری را برعهده داشت.